# Psalidognathus
Psalidognathus es un género de escarabajos longicornios de la tribu Prionini.

## Especies
- Psalidognathus antonkozlovi Noguchi & Santos-Silva, 2016
- Psalidognathus cerberus Santos-Silva & Komiya, 2012
- Psalidognathus deyrollei Thomson, 1877
- Psalidognathus erythrocerus Reiche, 1840
- Psalidognathus friendii Gray, 1831
- Psalidognathus modestus Fries, 1834
- Psalidognathus onorei Quentin & Villiers, 1983
- Psalidognathus pubescens Quentin & Villiers, 1983
- Psalidognathus reichei Quentin & Villiers, 1983
- Psalidognathus rufescens Quentin & Villiers, 1983
- Psalidognathus sallei Thomson, 1859
- Psalidognathus thomsoni Lameere, 1885
- Psalidognathus vershinini Zubov & Titarenko, 2019